# Тропішув
Тропішув (пол. Tropiszów) — село в Польщі, у гміні Іґоломія-Вавженьчиці Краківського повіту Малопольського воєводства.
Населення — 847 осіб (2011).
У 1975-1998 роках село належало до Краківського воєводства.

## Демографія
Демографічна структура станом на 31 березня 2011 року:
|          | Загалом | Допрацездатний вік | Працездатний вік | Постпрацездатний вік |
| -------- | ------- | ------------------ | ---------------- | -------------------- |
| Чоловіки | 407     | 87                 | 281              | 39                   |
| Жінки    | 440     | 91                 | 255              | 94                   |
| Разом    | 847     | 178                | 536              | 133                  |